# Larry Miller (artiste)
Pour les articles homonymes, voir Larry Miller et Miller.
Larry Miller, né en 1944 à Marshall, au Missouri (États-Unis), est un artiste américain, fortement lié au mouvement Fluxus après 1969.
Il est « un artiste intermédia dont le travail interroge les frontières entre disciplines artistiques, scientifiques et théologiques. Il était à l'avant-garde de l'utilisation de l'ADN et des technologies génétiques comme nouveaux médias artistiques ». Electronic Arts Intermix, une ressource internationale pionnière pour la vidéo et l'art des nouveaux médias, a déclaré « Miller a produit un ensemble diversifié d'œuvres d'art expérimentales en tant que figure clé des mouvements émergents d'installation et de performance à New York dans les années 1970... Ses installations et performances ont intégré divers médiums et matériaux ».

## Biographie
Larry Miller naît en 1944 à Marshall, au Missouri. Il obtient sa maîtrise en beaux-arts à l'université Rutgers, à New Brunswick (New Jersey) en 1970 lorsqu'il commence à exposer son travail à New York. Larry Miller étudie auprès de Robert Watts à l'université Rutgers et est actif dans le réseau Fluxus depuis la fin des années 1960. Il vit à New York avec l'artiste Sara Seagull, également associée au mouvement Fluxus, qu'il a rencontrée au début des années 1970 sous l'influence mutuelle de l'artiste Fluxus Robert Watts qui a enseigné le cinéma et les techniques mixtes à l'Université Rutgers des années 1950 aux années 1980 et est resté un ami de longue date des deux artistes.
Miller et Seagull vivent à New York. Ils ont un studio près de New Paltz (État de New York).
L'association officielle de Miller avec le groupe Fluxus remonte à 1969 lorsque le fondateur du groupe George Maciunas l'a pris comme protégé, ce qui a conduit à d'étroites collaborations. De nombreuses compositions originales de Miller font désormais partie du répertoire d'œuvres standard du collectif Fluxus. Miller est devenu un interprète fréquent des partitions "classiques" de Fluxus et est crédité d'avoir élargi les œuvres du groupe à un public plus large, chevauchant souvent les frontières entre la recherche, l'art et la production.